# Baby Shark

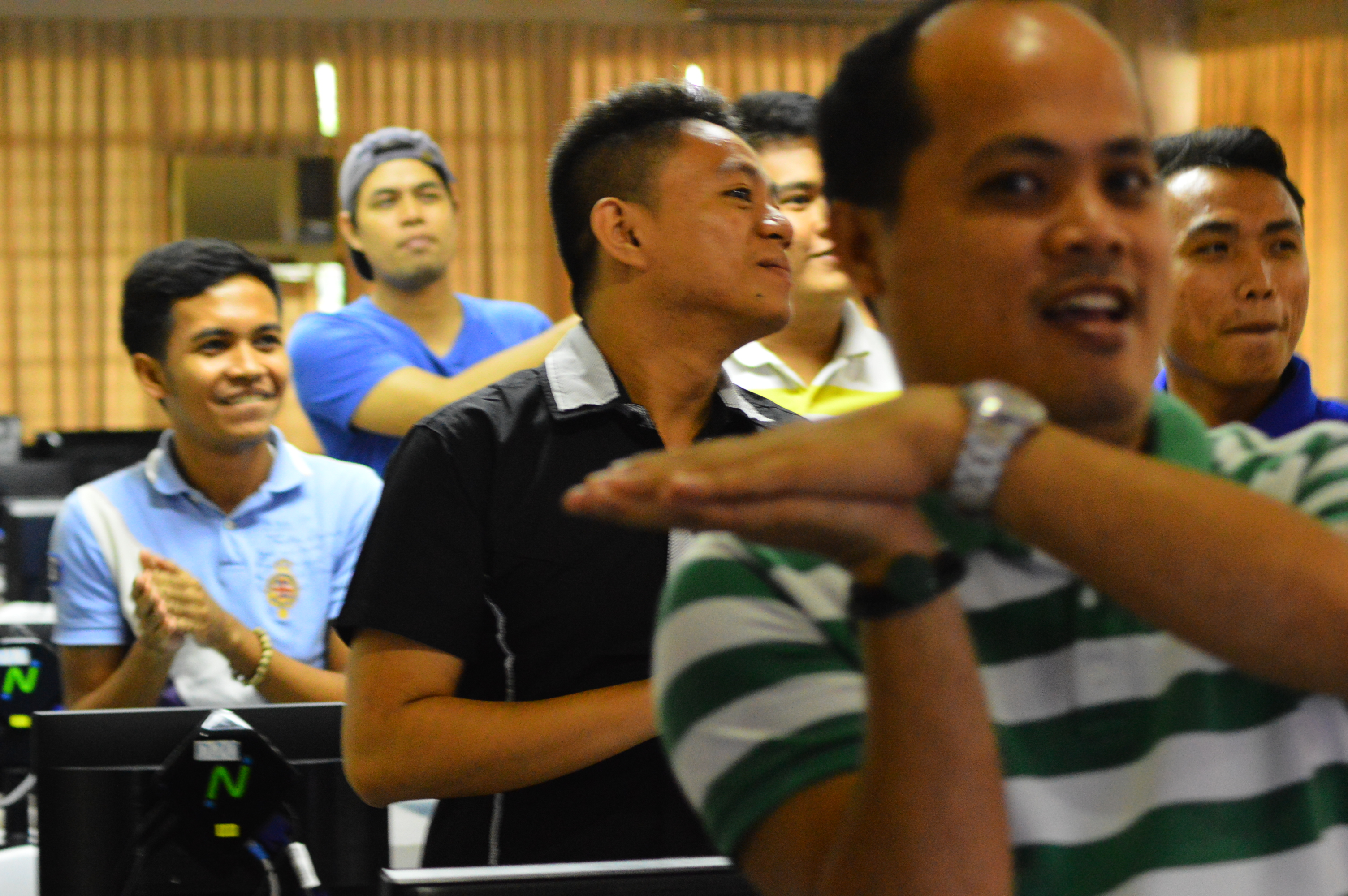
Teilnehmer tanzen den „Baby-Hai“-Tanz bei der 10. Bikol Wikipedia Anniversary AdNU, Philippinen, November 2017

Baby Shark (deutsch: Baby-Hai) ist ein Kinder- und Volkslied aus den Vereinigten Staaten und Kanada. Das Lied wurde oft neu interpretiert und hat im Internet mehrere virale Phänomene hervorgebracht. Die Interpretation von Pinkfong wurde mit mehr als fünfzehn Milliarden Aufrufen das meistgesehene Video auf YouTube.

## Geschichte
Baby Shark ist aus einem Lagerfeuerlied oder -gesang entstanden. Einige Quellen nannten traditionelle Überlieferungen als Grundlage, andere sehen den Ursprung des Songs im 20. Jahrhundert. Einige betrachten es als möglicherweise von Ferienlagerbetreuern entwickelt, die sich vom Film Der weiße Hai inspirieren ließen.
Verschiedene Unternehmen und Künstler verfügen über urheberrechtlich geschützte Videos und Tonaufnahmen des Liedes, und einige haben Produkte auf der Grundlage ihrer Versionen markenrechtlich geschützt; laut der New York Times wird jedoch davon ausgegangen, dass das zugrundeliegende Lied und die Charaktere gemeinfrei sind.

## Alemuel-Version
Eine Tanzversion von Baby Shark wurde 2007 online im YouTube-Video Kleiner Hai populär gemacht und von Alexandra Müller, auch bekannt unter ihrem Künstlernamen Alemuel, veröffentlicht. Diese Version erzählt die Geschichte eines Hai-Babys, das aufwächst und ein Mädchen frisst. Das Video gewann schnell an Popularität, und EMI bot Alemuel einen Plattenvertrag an und veröffentlichte das von Disco-Beats begleitete Lied am 30. Mai 2008. Die Single erreichte ihre höchste Position mit Platz 25 der deutschen Charts und Platz 21 der österreichischen Charts.

## Pinkfong-Version
Am 17. Juni 2016 wurde auf dem YouTube-Kanal Pinkfong vom südkoreanischen Medienunternehmen SmartStudy eine neue Interpretation veröffentlicht. Das Video gewann schnell an Popularität und wurde im November 2020 das meistgesehene YouTube-Video mit 7,04 Milliarden Aufrufen. Aktuell hat das Video 15 Milliarden Aufrufe (Stand September 2024).
Diese Version des Liedes wurde von der damals zehn Jahre alten koreanisch-amerikanischen Sängerin Hope Segoine vorgetragen. Das Lied beginnt mit Takten aus Antonín Dvořáks Symphonie Nr. 9, die der Musik aus dem Film Der weiße Hai ähnlich ist. Es besingt eine Familie von Haien, die einen Fischschwarm jagen, der sich in Sicherheit bringt. Im Jahr 2017 wurde es in Indonesien zu einem viralen Video, und im Laufe des Jahres verbreitete es sich in vielen anderen asiatischen Ländern, insbesondere in Südostasien. Die zugehörige mobile App gehörte 2017 in Südkorea, Bangladesch, Singapur, Hongkong und Indonesien zu den zehn am häufigsten heruntergeladenen Apps in der Kategorie „Familien-Apps“.
Im Mai 2018 begann die Liberty Korea Party damit, mit Baby Shark für ihre Kandidaten zu werben, was SmartStudy dazu veranlasste, wegen Urheberrechtsverletzungen mit rechtlichen Schritten zu drohen. Zuvor hatte die Liberty Korea Party den amerikanischen Kinderunterhalter Johnny Wright (alias Johnny Only) kontaktiert, um sich nach einer Erlaubnis zu erkundigen, da er 2011 eine ähnliche Version veröffentlicht hatte. Er hatte 20 Jahre zuvor eine Version von Baby Shark gehört und beschloss, eine Kinderversion zu machen, indem er alle Gewaltbilder aus dem Lied entfernte und sich stattdessen auf die Familie konzentrierte. „Ich war der Erste, der das tat“, sagte er der Canadian Broadcasting Corporation. „Und Pinkfongs Version macht im Grunde das Gleiche“.

### Kommerzieller Erfolg

#### Chartplatzierungen
| ChartsChartplatzierungen       | Höchstplatzierung | Wochen |
| ------------------------------ | ----------------- | ------ |
| Vereinigte Staaten (Billboard) | 32 (20 Wo.)       | 20     |
| Vereinigtes Königreich (OCC)   | 6 (93 Wo.)        | 93     |

| ChartsJahrescharts (2019)      | Platzierung |
| ------------------------------ | ----------- |
| Vereinigte Staaten (Billboard) | 64          |
| Vereinigtes Königreich (OCC)   | 48          |

| ChartsJahrescharts (2020)    | Platzierung |
| ---------------------------- | ----------- |
| Vereinigtes Königreich (OCC) | 72          |

| ChartsJahrescharts (2021)    | Platzierung |
| ---------------------------- | ----------- |
| Vereinigtes Königreich (OCC) | 73          |

| ChartsJahrescharts (2022)    | Platzierung |
| ---------------------------- | ----------- |
| Vereinigtes Königreich (OCC) | 97          |

#### Auszeichnungen für Musikverkäufe
| Land/Region                  | Auszeichnungen für Musikverkäufe (Land/Region, Auszeichnung, Verkäufe) | Verkäufe   |
| ---------------------------- | ---------------------------------------------------------------------- | ---------- |
| Brasilien (PMB)              | Platin                                                                 | 40.000     |
| Dänemark (IFPI)              | Gold                                                                   | 45.000     |
| Frankreich (SNEP)            | Gold                                                                   | 100.000    |
| Italien (FIMI)               | 2× Platin                                                              | 200.000    |
| Neuseeland (RMNZ)            | 4× Platin                                                              | 120.000    |
| Polen (ZPAV)                 | 2× Platin                                                              | 100.000    |
| Spanien (Promusicae)         | Platin                                                                 | 60.000     |
| Vereinigte Staaten (RIAA)    | 11× Platin                                                             | 11.000.000 |
| Vereinigtes Königreich (BPI) | 5× Platin                                                              | 3.000.000  |
| Insgesamt                    | 2× Gold · 16× Platin · 1× Diamant ·                                    | 14.665.000 |